# 普列什卡尼
49°51′4″N 31°52′7″E / 49.85111°N 31.86861°E
普萊什卡尼（烏克蘭語：Плешкані）是位於烏克蘭中部的村莊，由切爾卡瑟州佐洛托諾沙區的赫利米亞濟夫市鎮負責管轄。該村始建於十七世紀，面積1.93平方公里，海拔高度103米，2011年人口570，人口密度每平方公里295人。